# Heinz-Helmut Bruder
Heinz-Helmut Bruder (geb. vor 1962) ist ein deutscher Szenenbildner.
Heinz-Helmut Bruder hatte Ende der 1950er Jahre seine ersten Aufträge als Szenenbildner beim Deutschen Fernsehfunk, dem Fernsehen der DDR. Bruder war ab 1967 für die Fernsehspiel-Reihe Der Staatsanwalt hat das Wort tätig. Ab 1978 war er Produktionsdesigner bei Folgen der Serie Rentner haben niemals Zeit. Er war bis 1982 beim DDR-Fernsehen tätig.

## Filmografie
- 1959–1964: Blaulicht (Fernsehserie, 5 Folgen)
- 1964: Die Maskierten
- 1966: Telegramme aus Übersee
- 1967–1982: Der Staatsanwalt hat das Wort (Fernsehreihe, 17 Folgen)
- 1974: Das Schilfrohr
- 1976: Das Ende vom Lied
- 1978–1979: Rentner haben niemals Zeit (Fernsehserie, 7 Folgen)
- 1980: Salz und Brot und gute Laune